# سرنا دیب
سرنا دیب (انگلیسی: Serena Deeb؛ زادهٔ ۲۹ ژوئن ۱۹۸۶) کشتی‌گیر کشتی حرفه‌ای اهل ایالات متحده آمریکا است.